# Бутан на летних Олимпийских играх 2004
Бутан принимал участие в Летних Олимпийских играх 2004 года в Афинах (Греция) в шестой раз за свою историю, но не завоевал ни одной медали. Бутан участвовал в одном виде спорта — стрельбе из лука. Сборную страны представляли двое стрелков из лука: 1 мужчина (Таши Пэлджор) и 1 женщина (Церинг Чоден — знаменосец команды Бутана).